# Jan Śniadecki

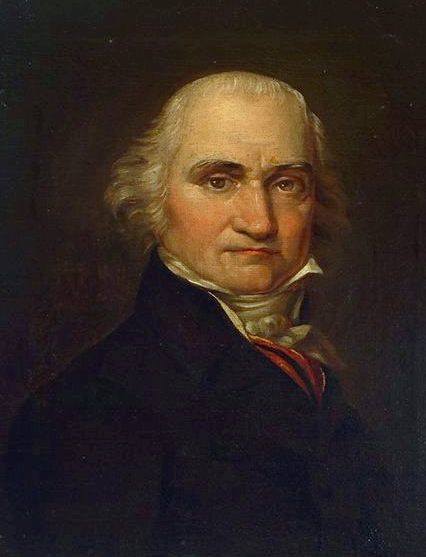
Jan Śniadecki (1756–1830) von Jan Rustem

Jan Śniadecki (* 29. August 1756 in Żnin, Polen; † 9. November 1830 in Jašiūnai bei Vilnius), Bruder des Chemikers Jędrzej Śniadecki, war ein polnischer Mathematiker und Astronom.

## Leben
Śniadecki studierte nach dem Schulbesuch in Trzemeszno an der Lubrański-Akademie und an der Universität Krakau Mathematik und Physik und bildete sich von 1778 bis 1781 im Ausland weiter, unter anderem in Göttingen und Paris. Später wurde er Professor der Mathematik in Krakau, ab 1803 in Vilnius. Von 1807 bis 1815 war er Rektor der Universität Vilnius. Seit 1811 war er korrespondierendes Mitglied der Russischen Akademie der Wissenschaften in Sankt Petersburg. 1815 ging er in den Ruhestand.
Außer astronomischen und mathematischen Abhandlungen verfasste Śniadecki eine Sphärische Trigonometrie (1807; deutsch von Feldt, Leipzig 1828). In der Philosophie trat er für den englischen Empirismus ein, gegen die deutsche Philosophie und namentlich gegen Kant. Seine Rektoratsreden, mehrere Biographien, zum Beispiel über Nicolaus Copernicus und Hugo Kołłątaj, zeigen ihn als strengen Puristen und Gegner jeder Romantik.
Zu seinen Ehren wurden der Asteroid (1262) Sniadeckia und der Mondkrater Sniadecki nach ihm benannt.

## Werke
- „Rachunku algebraicznego teoria“ (1783)
- „Geografia, czyli opisanie matematyczne i fizyczne ziemi“ (1804)
- „O Koperniku“ (Über Nicolaus Copernicus, Biographie, 1802)
  - „Discours sur Nicolas Copernic“, 1818
  - „Discours sur Nicolas Kopernik“, 1820 [Jean Sniadecki].
  - „Di Niccolò Copernico“, 1830
- „O rachunku losów“ (1817)
- „Trygonometria kulista analitycznie wyłożona“ (1817)
- „O pismach klasycznych i romantycznych“, Dziennik Wileński (1819)
- „Filozofia umysłu ludzkiego“ (1821)